# Chrysobothris microstigma
Chrysobothris microstigma es una especie de escarabajo del género Chrysobothris, familia Buprestidae. Fue descrita científicamente por Gestro en 1877.